# Pseudoscada acilla
Espèce
Pseudoscada acilla est une espèce d'insectes lépidoptères (papillons) de la famille des Nymphalidae, de la sous-famille des Danainae et du genre Pseudoscada.

## Dénomination
Pseudoscada acilla a été décrit par William Chapman Hewitson en 1867 sous le nom initial de' Ithonia florula.

### Sous-espèces
- Pseudoscada acilla acilla; présent au Brésil vers Rio de janeiro
- Pseudoscada acilla quadrifasciata Talbot, 1928; présent au Brésil dans le Mato-Grosso.
- Pseudoscada acilla ssp; présent au Brésil[1].

### Nom vernaculaire
Pseudoscada acilla se nomme Acilla Clearwing en anglais.

## Écologie et distribution
Pseudoscada acilla est présent au Brésil.

### Protection
Pas de statut de protection particulier.